# Finale del campionato NFL 1969
La finale del campionato NFL 1969 è stata la 37ª e ultima finale del campionato prima della fusione tra AFL e NFL. Il vincitore della gara avrebbe disputato il Super Bowl IV contro i campioni della American Football League. I Minnesota Vikings furono alla loro prima apparizione alla finale del campionato NFL mentre i loro avversari, i Cleveland Browns, furono alla seconda partecipazione consecutiva e alla quarta negli anni sessanta. La gara si tenne il 4 gennaio 1970 al Metropolitan Stadium di Bloomington, Minnesota.
Anche se non rigide come nell'"Ice Bowl" (la finale del campionato NFL 1967) le condizioni climatiche furono gelide. Il linebacker dei Cleveland Jim Houston soffrì un congelamento durante la partita e dovette essere trasportato all'ospedale.
Minnesota terminò la stagione regolare con un record di 12-2, inclusa una vittoria per 51-3 sui Browns, e sconfisse i Los Angeles Rams nella finale di conference una settimana prima al Met Stadium. I Vikings erano allenati da Bud Grant e guidati in attacco dal quarterback Joe Kapp e dal wide receiver Gene Washington . La difesa concesse soli 133 punti (9,50 a partita) durante la stagione regolare, guidata dalla linea difensiva nota come Purple People Eaters.
Cleveland terminò la stagione regolare con un record di 10-3-1 e sconfisse i Dallas Cowboys nella finale della Eastern Conference. I Browns erano allenati da Blanton Collier. Bill Nelsen era il quarterback titolare mentre Gary Collins e Paul Warfield erano le stelle tra i ricevitori della squadra.

## Marcature
- MIN - TD:Joe Kapp su corsa da 7 yard (extra point segnato da Fred Cox) 7-0 MIN
- MIN - TD:Gene Washington su passaggio da 75 yard di Joe Kapp (extra point segnato da Fred Cox) 14-0 MIN
- MIN - FG:Fred Cox da 30 yard 17-0 MIN
- MIN - TD:Dave Osborn su corsa da 0 yard (extra point segnato da Fred Cox) 24-0 MIN
- MIN - FG:Fred Cox da 32 yard 27-0 MIN
- CLE - TD:Collins su passaggio da 3 yard di Bill Nelsen (extra point segnato da Cockroft) 27-7 MIN